# 264 (số)
264 (hai trăm sáu mươi tư) là một số tự nhiên ngay sau 263 và ngay trước 265.